# Бідлу (Марказі)
Бідлу (перс. بيدلو) — село в Ірані, у дегестані Хошкруд, у Центральному бахші, шахрестані Зарандіє остану Марказі. За даними перепису 2006 року, його населення становило 216 осіб, що проживали у складі 43 сімей.

## Клімат
Середня річна температура становить 14,42 °C, середня максимальна – 33,21 °C, а середня мінімальна – -7,86 °C. Середня річна кількість опадів – 254 мм.
| Клімат поселення                              | Клімат поселення | Клімат поселення | Клімат поселення | Клімат поселення | Клімат поселення | Клімат поселення | Клімат поселення | Клімат поселення | Клімат поселення | Клімат поселення | Клімат поселення | Клімат поселення | Клімат поселення |
| Показник                                      | Січ.             | Лют.             | Бер.             | Квіт.            | Трав.            | Черв.            | Лип.             | Серп.            | Вер.             | Жовт.            | Лист.            | Груд.            |                  |
| Середній максимум, °C                         | 9,69             | 11,44            | 16,47            | 23,05            | 27,57            | 32,47            | 33,21            | 32,23            | 28,35            | 22,41            | 15,92            | 9,60             |                  |
| Середня температура, °C                       | 0,92             | 2,67             | 7,68             | 14,28            | 18,80            | 23,70            | 27,10            | 26,12            | 22,25            | 16,30            | 9,81             | 3,50             |                  |
| Середній мінімум, °C                          | −7,86            | −6,1             | −1,08            | 5,50             | 10,02            | 14,94            | 20,97            | 19,99            | 16,12            | 10,18            | 3,69             | −2,62            |                  |
| Норма опадів, мм                              | 34               | 34               | 47               | 33               | 24               | 4                | 2                | 1                | 1                | 14               | 24               | 36               |                  |
| Середньомісячна швидкість вітру, м/с          | 1.53             | 2.08             | 3.15             | 3.20             | 2.79             | 2.73             | 2.82             | 2.72             | 2.38             | 2.24             | 1.94             | 1.42             |                  |
| Середньомісячна сонячна радіація, кДж/м²·день | 8920             | 11748            | 14161            | 17864            | 22018            | 25990            | 25748            | 23284            | 19670            | 14391            | 10669            | 8616             |                  |
| --------------------------------------------- | ---------------- | ---------------- | ---------------- | ---------------- | ---------------- | ---------------- | ---------------- | ---------------- | ---------------- | ---------------- | ---------------- | ---------------- | ---------------- |
| Джерело:                                      |                  |                  |                  |                  |                  |                  |                  |                  |                  |                  |                  |                  |                  |